# Љубомир Марић (генерал)
Љубомир Марић (Галовићи код Косјерића, 18. јануар 1878 — Београд, 11. август 1960) био је армијски генерал Југословенске војске, министар војске и морнарице у краљевској влади и професор Војне академије.
У периоду од 1935. до 1936. године био је начелник главног генералштаба Југословенске војске.

## Биографија
Рођен 18. јануара 1878. године у селу Галовићи код Косјерића. Ваљевску гимназију завршио је 1896. године, затим Војну академију 1899, Вишу школу Војне академије 1905, као и генералштабну припрему.
У току своје каријере обављао је следеће важније функције:
- помоћник начелника Штаба Моравске дивизије (у ратовима 1912—1913);
- начелник Штаба Брегалничке дивизијске области, односно дивизије (1913—1916);
- начелник Оперативног одељења штаба Врховне команде;
- начелник Штаба Дринске дивизије (1918);
- командант Корушког одреда у одбрани границе према Аустрији (1919);
- начелник Штаба Друге армијске области;
- начелник Оперативног одељења Главног ђенералштаба;
- први помоћник начелника Главног ђенералштаба;
- командант Четврте армијске области;
- министар војске и морнарице од 1936 до 1938. године;
- професор Војне акадмије и друге функције.[4]

У периоду од 1935. до 1936. године био је начелник главног генералштаба Југословенске војске.
Објавио је више радова, највише њих у војним новинама „Ратник”, као и шест књига од којих се издвајају „Стратегија” из 1925, „Основи стратегије” из 1928. године и мемоаре „Ко сам и шта сам био” који су објављени постхумно 2012. године.
Преминуо је 11. августа 1960. године у Београду. Сахрањен на Новом гробљу.
Супруг једне од његових унука је познати југословенски новинар Драган Никитовић, док је друге драматург, писац и новинар Новак Новак. Праунука је познати костимограф Бојана Никитовић.

## Одликовања

### Домаћа одликовања
- Орден Карађорђеве звезде 4. реда
- Орден Карађорђеве звезде са мачевима 3. и 4. реда
- Орден Белог орла 2. и 4. реда
- Орден Белог орла са мачевима 4. и 5. реда
- Орден Југословенске круне 1, 2. и 3. реда
- Орден Светог Саве 1. реда
- Златна медаља за храброст
- Медаља за војничке врлине
- Споменице балканских ратова 1912—1913.
- Споменица Првог светског рата 1914—1918.
- Споменица Краља Петра I
- Албанска споменица

### Инострана одликовања
- Орден Белгијске круне 1. реда, Белгија
- Орден Светог Александра 1. реда, Бугарска
- Орден Ђорђа I 1. реда, Грчка
- Орден Светог Михаила и Светог Ђорђа 3. реда, Енглеска
- Орден Италијанске круне 1. реда, Италија
- Орден Немачког орла 1. реда, Немачка
- Орден Полонија Реститута 2. реда, Пољска
- Орден Румунске звезде са мачевима 1. реда, Румунија
- Орден Свете Ане са мачевима 3. реда, Русија
- Орден Легије части 1, 3. и 4. реда, Француска
- Орден Белог лава 1. и 2. реда, Чехословачка
- Ратни крст 1914—1918, Грчка
- Ратни крст 1914—1918, Француска

## Унапређење у чинове
| Питомац Каплар | Питомац Поднаредник | Питомац Наредник | Потпоручник         | Поручник          | Капетан Друге класе |
| -------------- | ------------------- | ---------------- | ------------------- | ----------------- | ------------------- |
|                |                     |                  |                     |                   |                     |
| 1897.          | 1898.               | 1899.            | 30. септембар 1899. | 22. фебруар 1903. | 29. април 1906.     |

| Капетан Прве класе | Мајор         | Потпуковник       | Пуковник         | Бригадни генерал | Дивизијски генерал | Армијски генерал   |
| ------------------ | ------------- | ----------------- | ---------------- | ---------------- | ------------------ | ------------------ |
|                    |               |                   |                  |                  |                    |                    |
| 25. децембар 1909. | 29. јун 1911. | 30. октобар 1913. | 1. октобар 1915. | Није унапређен   | 21. октобар 1923.  | 17. децембар 1930. |